# Iryanthera coriacea
Iryanthera coriacea är en tvåhjärtbladig växtart som beskrevs av Adolpho Ducke. Iryanthera coriacea ingår i släktet Iryanthera och familjen Myristicaceae. Inga underarter finns listade i Catalogue of Life.